# Acacia nilotica
Acacia nilotica és una espècie d'Acacia nativa d'Àfrica i del subcontinent indi. És un arbust o petit arbre que actualment també s'ha convertit en una espècie invasora que causa problemes a Austràlia.

## Hàbitat
Creix des d'Egipte a Moçambic, i també es troba a l'arxipèlag de Zanzíbar, Índia i Aràbia, creixent preferentment a terrenys secs, arenosos i deserts als que predomina el clima sec.

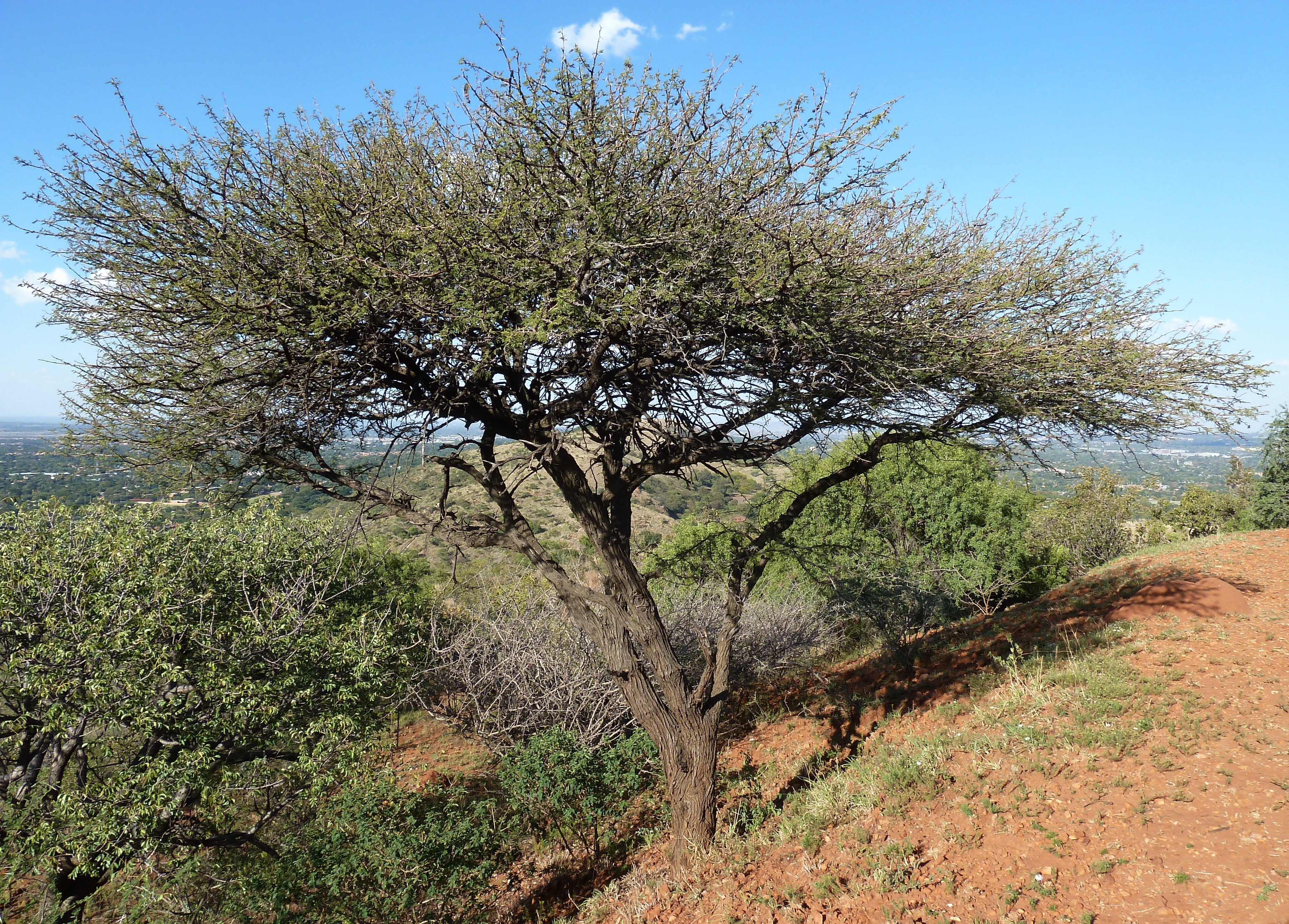
Vista de l'arbre

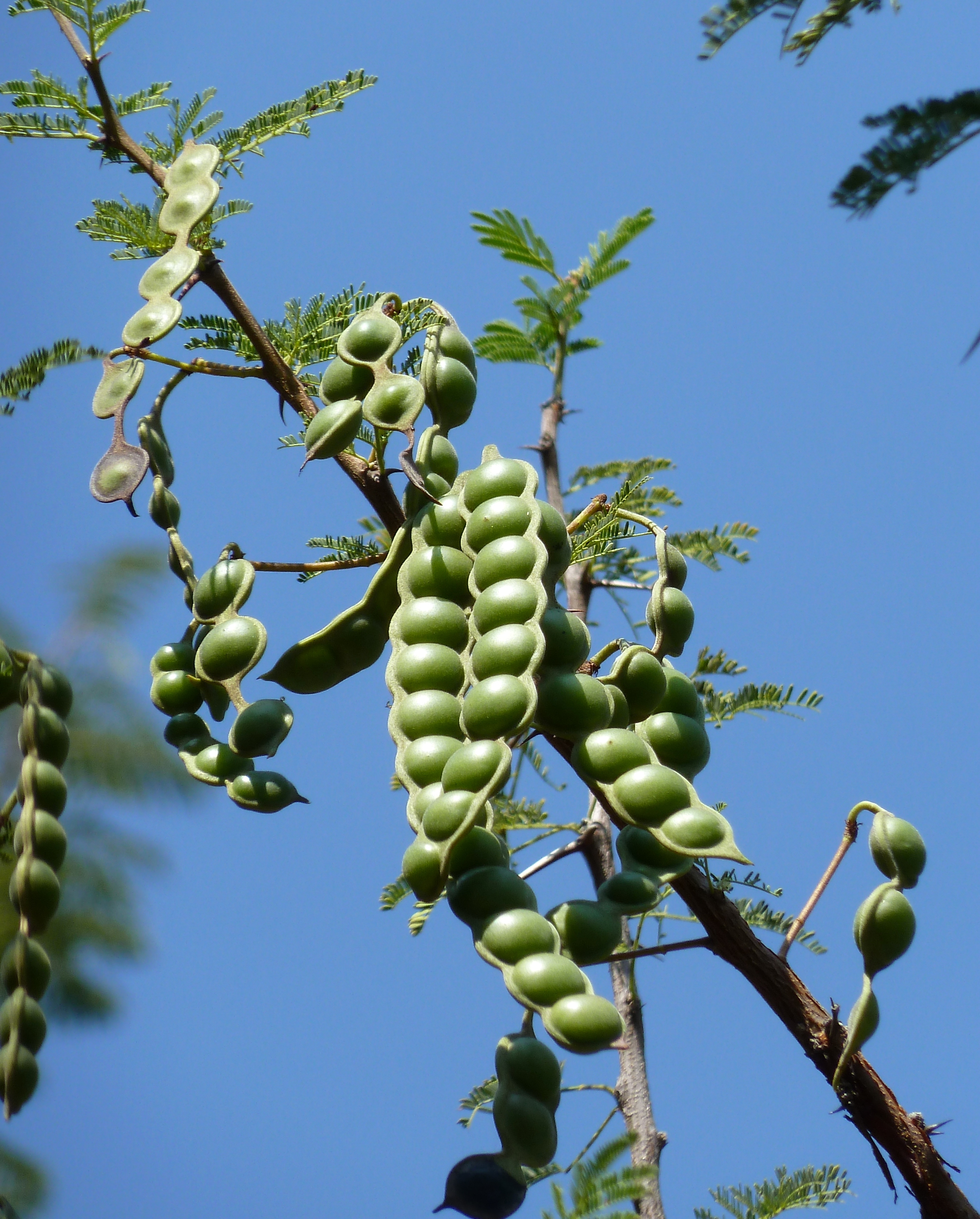
Fruits

## Característiques
Molt apreciat per l'exsudació gomosa de les seves branques, que es produeix a la part interna de l'escorça, obtenint-se la goma aràbiga. És un petit arbre amb una copa densa i esfèrica, que arriba a mesurar uns 5-8 metres d'alçada. Les fulles són bipinnades, amb 3-6 parells de pínnules i amb folíols agrupats aparellats de 8 a 10 en cadascuna. Les espines punxants apareixen de quatre en quatre. Les flors són molt nombroses i de color groc or, pedunculades en caps globulars d'1,5 cm.

## Propietats
- L'escorça és astringent usada contra la diarrea, disenteria, lepra i en cataplasma sobre úlceres.
- A l'oest d'Àfrica s'usen la goma i l'escorça contra el càncer i tumors.
- La sàvia, l'escorça, la beina i les fulles es masteguen al Senegal per a combatre l'escorbut.
- La goma (a més a més de cola adhesiva) s'usa per a alleujar mucoses inflamades.
- Pel seu baix contingut en fècula es recomana per a casos de diabetis.
- La goma aràbiga es recull després de l'estació plujosa, mitjançant incisions a l'escorça. La dosi normal és de dos a tres cullerades al dia.[2]

## Taxonomia
Acacia nilotica va ser descrita per (L.) Delile i publicada a Description de l'Égypte, . . . Histoire Naturelle, Tom. Second 2(1): 79. 1813.

### Etimologia
- Acacia: nom genèric derivat del grec ακακία (akakia), que va ser atorgat pel botànic grec Pedanius Dioscorides (A.C. 90-40) per l'arbre medicinal A. nilotica al seu llibre De Materia Medica.[4] El nom deriva de la paraula grega ακις (akis, "espines").[5]
- nilotica: epítet geogràfic que fa referència a la seva localització al Nil.

#### Subespècies
- Acacia nilótica subsp. adstringens (Schum. i Thonn.) Brenan[6]
- Acacia nilótica subsp. cupressiformis
- Acacia nilótica subsp. hemispherica
- Acacia nilótica subsp. indica (Benth.) Brenan
- Acacia nilótica subsp. kraussiana (Benth.) Brenan
- Acacia nilotica subsp. leiocarpa Brenan
- Acacia nilotica subsp. nilotica
- Acacia nilotica subsp. subalata (Vatke) Brenan
- Acacia nilotica subsp. tomentosa (Benth.) Brenan[7]

#### Sinonímia
- Acacia arabica (Lam.) Willd.
- Acacia scorpioides W. Wight
- Mimosa arabica Lam.
- Mimosa nilotica L.
- Mimosa scorpioides L.
- Vachellia nilotica (L.) P.J.H.Hurter & Mabb.[8]